# Périclès le Jeune
Pour les articles homonymes, voir Périclès (homonymie).
Périclès le Jeune, né dans les années 440 av. J.-C. et mort en 406 av. J.-C., est un stratège athénien, fils de Périclès et d'Aspasie.

## Biographie
Périclès le Jeune a reçu la citoyenneté athénienne par une exception d'un décret mis en place par son père, en 451 av. J.-C., interdisant la citoyenneté athénienne aux enfants dont les deux parents n'étaient pas Athéniens. 
Périclès le Jeune est stratège et participe à la bataille des Arginuses en 406 av. J.-C.. Il est exécuté par la suite pour n'avoir, avec cinq autres stratèges, pas cherché à recueillir les survivants de la bataille à cause d'une violente tempête.
La filiation de Périclès le Jeune fut légitimée à la suite de la mort de ses deux demi-frères, Xanthippe et Paralos[réf. nécessaire].

## Mentions littéraires
Dans les Mémorables, Xénophon rapporte un entretien qui aurait eu lieu entre Socrate et Périclès fraîchement élu au poste de stratège. Leur discussion porte sur des questions militaires.